# Фаришонки
Фаришонки — деревня в Слободском районе Кировской области в составе Шестаковского сельского поселения.

## География
Находится на расстоянии примерно 10 км на север от районного центра города Слободской.

## История
Известна с 1905 года деревня Вотская (Фаришонки) с 12 дворами и 95 жителями. В 1926 году учтено было 23 двора и 141 житель, в 1950 году (уже Фаришонки) 22 хозяйства  и 99 жителей, в 1989 году учтено 107 жителей. 

## Население
Постоянное население  составляло 116 человек (русские 95%) в 2002 году, 122 в 2010.